# El Roble (Kalifornia)
El Roble – obszar niemunicypalny w Mendocino County, w Kalifornii (Stany Zjednoczone), na wysokości 172 m.